# Beat Sutter
Beat Sutter (ur. 12 grudnia 1962 w Gelterkinden) – piłkarz szwajcarski grający na pozycji napastnika. Reprezentant kraju.

## Kariera klubowa
Karierę piłkarską Sutter rozpoczął w rodzinnej miejscowości Gelterkinden, w klubie FC Gelterkinden. W 1981 roku został zawodnikiem FC Basel i w sezonie 1981/1982 zadebiutował w nim pierwszej lidze szwajcarskiej. Już w debiutanckim sezonie stał się podstawowym zawodnikiem klubu z Bazylei. Występował w nim do końca sezonu 1985/1986.
Latem 1986 roku Sutter przeszedł do innego pierwszoligowego klubu, Neuchâtel Xamax. W 1987 roku wywalczył z nim swoje pierwsze w karierze mistrzostwo Szwajcarii, a w 1988 roku obronił z Neuchâtel tytuł mistrzowski. Z kolei w 1990 roku dotarł z Neuchâtel do finału Pucharu Szwajcarii, jednak klub ten przegrał w nim 1:2 z Grasshopper Club. W latach 1987, 1988 i 1990 zdobywał z Neuchâtel Superpuchar Szwajcarii.
W 1994 roku Sutter odszedł z Neuchâtel Xamax do drugoligowego Yverdon-Sport FC. Grał w nim przez sezon i w 1995 roku przeszedł do FC Sankt Gallen. Po roku gry w tym klubie zakończył karierę piłkarską.
| Sezon   | Klub             | Kraj       | Rozgrywki      | Mecze | Bramki |
| ------- | ---------------- | ---------- | -------------- | ----- | ------ |
| 1981/82 | FC Basel         | Szwajcaria | Nationalliga A | 26    | 6      |
| 1982/83 | FC Basel         | Szwajcaria | Nationalliga A | 29    | 7      |
| 1983/84 | FC Basel         | Szwajcaria | Nationalliga A | 22    | 12     |
| 1984/85 | FC Basel         | Szwajcaria | Nationalliga A | 30    | 10     |
| 1985/86 | FC Basel         | Szwajcaria | Nationalliga A | 7     | 0      |
| 1986/87 | Neuchâtel Xamax  | Szwajcaria | Nationalliga A | 26    | 14     |
| 1987/88 | Neuchâtel Xamax  | Szwajcaria | Nationalliga A | 34    | 13     |
| 1988/89 | Neuchâtel Xamax  | Szwajcaria | Nationalliga A | 27    | 10     |
| 1989/90 | Neuchâtel Xamax  | Szwajcaria | Nationalliga A | 17    | 5      |
| 1990/91 | Neuchâtel Xamax  | Szwajcaria | Nationalliga A | 33    | 9      |
| 1991/92 | Neuchâtel Xamax  | Szwajcaria | Nationalliga A | 35    | 9      |
| 1992/93 | Neuchâtel Xamax  | Szwajcaria | Nationalliga A | 29    | 5      |
| 1993/94 | Neuchâtel Xamax  | Szwajcaria | Nationalliga A | 22    | 2      |
| 1994/95 | Yverdon-Sport FC | Szwajcaria | Nationalliga B | 29    | 10     |
| 1995/96 | FC Sankt Gallen  | Szwajcaria | Nationalliga A | 29    | 2      |

## Kariera reprezentacyjna
W reprezentacji Szwajcarii Sutter zadebiutował 7 września 1983 roku w zremisowanym 0:0 towarzyskim meczu z Czechosłowacją. 26 października 1983 w sparingu z Jugosławią (2:0) strzelił swojego pierwszego gola w drużynie narodowej. W swojej karierze grał m.in. w eliminacjach do Euro 84, MŚ 1986, Euro 88, MŚ 1990, Euro 92 i MŚ 1994. W kadrze narodowej od 1983 do 1994 roku rozegrał łącznie 60 meczów i strzelił w nich 13 goli.